# Юр'єв Ігор Зотович
Ігор Зотович Юр'єв (26 березня 1951, Хотин, Чернівецька обл.) — український художник, графік. Член Національної спілки художників України (1999). Заслужений художник України (2018).

## Життєпис
Ігор Зотович Юр'єв народився 26 березня 1951 року в стародавньому місті Хотин на Буковині.
1990 року закінчив художньо-графічний факультет Південноукраїнського державного педагогічного університету ім. К. Ушинського (Одеса), викладачі — Ольга Токарєва, Віктор Єфименко. Дипломною роботою І. Юр’єва був натюрморт (триптих) на тему українського побуту.

## Творчість
Працює в галузі станкового живопису і графіки. Учасник багатьох всеукраїнських, міжнародних, закордонних виставок. Персональні виставки художника відбулися в містах Київ (2000). Кам'янець-Подільський (2000, 2012), Снятин та Чернівці (2000, 2012), Люксембург (2007), Мец (Франція, 2007).
Він є автором і керівником ряду всеукраїнських художніх пленерів, серед яких «Хотин — кольоровий простір» (2007), «Хотин — колиска історії» (2011) та інші.
Роботи митця знаходяться в музеях Чернівців, Кам'янця-Подільського, в Будинку-музеї Максиміліана Волошина в Коктебелі, в художній колекції Палацу Парламенту Румунії в Бухаресті та художньому музеї м. Сучава, Музеї Тараса Шевченка в Торонто, в етнографічному музеї села Поташня Вінницької області та багатьох приватних збірках.

## Твори
Одними з перших творчих робіт художника стали пейзажі історичного Хотина з серії «Стежками старого міста», яка постійно поповнюється: «Собор» (1997), «Замок» (2004), «Дзвін» (2008), «Спогади дитинства» (2011), «Твердиня» (2014), «Міст до замку» (2017) та інші.
Працює в жанрі натюрморту: «Пролісок» (1999), «Пасхальний натюрморт» (2007), «Натюрморт з гранатом» (2008).  «Нарциси» (2009), «Букет Дебюссі» (2010), «Натюрморт з румунським рушником» (2018). «Натюрморт з керамікою» (2018).
Створює живописні портрети та абстрактні композиції.

## Відзнаки
- Заслужений художник України (2018)
- Нагороджений медаллю «Лауреата премії імені Тетяни Яблонської» — вищою нагородою Національної спілки художників України[3]
- Лауреат обласної премії імені Одарки Киселиці (Чернівці)
- Нагороджений почесною відзнакою Чернівецької обласної державної адміністрації  «На славу Буковини».